# Mark Hudson
Mark Alexander Hudson, född 30 mars 1982 i Guildford, England, är en engelsk före detta fotbollsspelare. Han avslutade karriären i Huddersfield Town.